# Jamberama
Jamberama is een bestuurslaag in het regentschap Kuningan van de provincie West-Java, Indonesië. Jamberama telt 1538 inwoners (volkstelling 2010).